# Білі хмари
«Білі хмари» (рос. «Белые тучи») — радянський художній фільм Роллана Сергієнка про колективізацію в Україні у 1930-х роках. Директор картини Олексій Ярмольський.
Фільм зазнав серйозної цензури, із нього вирізали багато сцен і з оцінкою «ідейно хибного» — проте стрічка таки дійшла до глядача. Фільм вийшов в обмежений прокат в УРСР у 1968 році з українським дубляжем від Кіностудії Довженка.

## Сюжет
Отримавши повідомлення, що батько при смерті, герой фільму вирушає на батьківщину — в далеке українське село.
Їдучи додому, він пригадує своє дитинство — колективізацію, розкуркулення і Голодомор, в яких його батько був безпосереднім учасником — з боку радянської влади.

## У ролях
- Юрій Дубровін — батько
- Юрій Назаров — син
- Лаймонас Норейка — Андрєєв
- Володимир Олексієнко — Луценко

## Дубляж українською
Фільм дубльований українською в радянські часи.